# Maranguape
Maranguape är en stad och kommun i nordöstra Brasilien och ligger i delstaten Ceará. Folkmängden i kommunen uppgick år 2014 till cirka 122 000 invånare, varav ungefär hälften bor i själva centralorten. Maranguape ingår i Fortalezas storstadsområde.

## Administrativ indelning
Kommunen var år 2010 indelad i sjutton distrikt:
- Amanari
- Antônio Marques
- Cachoeira
- Itapebussu
- Jubaia
- Ladeira Grande
- Lages
- Lagoa do Juvenal
- Manoel Guedes
- Maranguape
- Papara
- Penedo
- São João do Amanari
- Sapupara
- Tanques
- Umarizeiras
- Vertentes do Lagedo